# 福绵镇
福绵镇，是中华人民共和国广西壮族自治区玉林市福绵区下辖的一个乡镇级行政单位。

## 行政区划
福绵镇下辖以下地区：
上坡村、中坡村、十丈村、上地村、良表村、水岭村、韦福村、福东村、福西村、福绵村、覃村、香山村、洋桥村、镇石村、宝岭村、上枥村、中枥村、下枥村、新江村、沙浪村、三龙村、青岭村、船埠村、横岭村和竹菜村。